# Родзянко, Аркадий Гаврилович
Аркадий Гаврилович Родзянко (ок. 1793—1846) — русский поэт, полтавский помещик, отставной капитан. Один из близких друзей Александра Пушкина, который в стихах, адресованных Анне Керн, прозвал Родзянко «Пироном Украйны».

## Биография
Из старинного казацко-старшинcкого рода. Родился около 1793 года в селе Родзянки (теперь — Весёлый Подол) в семье маршалка дворянства Хорольского уезда, секунд-майора Родзянко Гаврила Васильевича и Марфы Михайловны Шрамченко. Старший из семи детей в семье.
Воспитывался в Московском университетском пансионе. На военную службу поступил в 1814 году портупей-юнкером в лейб-гвардейский Егерский полк, прапорщик — с 24 января 1818 года, 6 апреля 1819 года в чине поручика переведён в Орловский пехотный полк штабс-капитаном. В 1821 году вышел в отставку капитаном и вернулся в своё хорольское имение в Весёлом Подоле. Имел 522 душ крепостных (1837 год). Жена — Надежда Акимовна Клевцова, воспитали троих сыновей и двух дочерей.
В 1818—1819 годах Родзянко познакомился с А. С. Пушкиным, был членом литературно-политического общества «Зелёная лампа». Был известен как сотрудник популярных альманахов «Полярная звезда» (1824), «Невский альманах» (1826), «Памятник Отечественных муз» (1827) и других известных в ту пору изданий. Писал стихи, эпиграммы, сатиру «Два века», затем «Чуйко». К нему несколько раз приезжал А. С. Пушкин. Знаком был Родзянко и с А. П. Керн. Летом 1845 года в его имении побывал Т. Г. Шевченко, с которым он переписывался.
Аркадий Родзянко много писал с юных лет, печатался в литературных журналах, современники отмечали его лёгкий слог и красоту стиха. Кроме того, по упоминаниям современников, он много и удачно писал эротическую лирику, которая в те времена, однако, не могла пройти цензуру, но была известна в рукописях. Александр Пушкин за это шутя называл Родзянко «Пироном Украйны», сравнил его с известным в те времена французским поэтом Алексисом Пироном. Также Аркадию Родзянко посвящены пушкинские стихотворения «Прости, украинский мудрец» и «Ты обещал о романтизме».
Произведения Аркадия Родзянко не вышли отдельной книгой ни при его жизни, ни после смерти. Рукописное наследие поэта хранится в Пушкинском Доме в Петербурге.